# Podróż apostolska Franciszka na Maltę
Podróż apostolska papieża Franciszka na Maltę odbyła się w dniach 2–3 kwietnia 2022.
Decyzja została ogłoszona 10 lutego 2022 przez dyrektora Biura Prasowego Stolicy Apostolskiej Mattea Bruniego. Pierwotnie podróż ta miała się odbyć w maju 2020 ale nie odbyła się z powodu pandemii
Papież Franciszek w trakcie wizyty odwiedził cztery miasta: Valletta, Rabat, Floriana i wyspę Gozo.
Franciszek był trzecim papieżem odwiedzającym Maltę. Wcześniej ten kraj odwiedził w 1990 i 2001 Jan Paweł II oraz w 2010 Benedykt XVI.
Podczas całej wizyty Franciszkowi towarzyszył silny ból kolana, który uniemożliwiał mu chodzenie po schodach. W związku z tym po raz pierwszy użyto ruchomej platformy, na której papież wyjechał z samolotu.

## Program pielgrzymki
- 2 kwietnia[5]

O 8:30 papież wyleciał samolotem z rzymskiego lotniska Fiucimino. Na Maltę przyleciał o 10:00. Po przylocie na lotnisko odbyła się ceremonia powitalna papieża, po której papież spotkał się z prezydentem Malty George’em Williamem Vellą, jej premierem Robertem Abelą oraz władzami i korpusem dyplomatycznym. Oświadczył, że rozważa podróż na Ukrainę, gdyż otrzymał tam zaproszenie. Po spotkaniu papież miał czas wolny. O 15:50 udał się do Gozo, dokąd przybył o 17:00. O 17:50 papież wziął udział w spotkaniu modlitewnym w sanktuarium "Ta Pino". O 18:45 papież powrócił na Maltę na nocleg.
- 3 kwietnia[5]

O 7:45 papież w Rabacie spotkał się z członkami Towarzystwa Jezusowego w nuncjaturze apostolskiej. O 8:30 złożył wizytę w grocie św. Pawła. O 10:15 we Florianie odprawił mszę świętą na Piazzale del Granai, po mszy odmówił z wiernymi modlitwę Anioł Pański. O 16:45 spotkał się z migrantami w Centrum dla Migrantów im. Jana XXIII. O 17:50 odbyła się ceremonia pożegnalna papieża na lotnisku, po której o 18:15 odleciał samolotem do Rzymu. O 19:40 samolot z papieżem wylądował na lotnisku w Rzymie.